# Корона Монтесумы

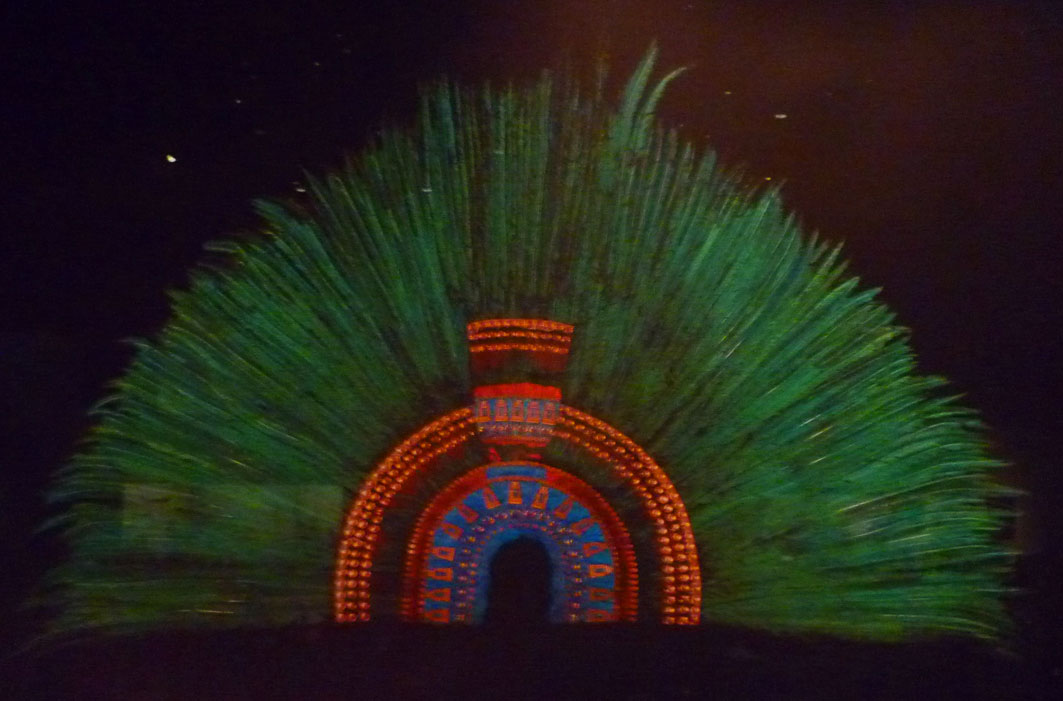
Копия короны Монтесумы в Национальном музее антропологии

Корона Монтесумы (исп. Penacho de Moctezuma, науа quetzalāpanecayōtl) — корона из перьев, принадлежащая Монтесуме II, последнему императору ацтеков. Предположительно является жреческим головным убором. Приписывание этой короны Монтесуме II, последнему правителю ацтеков, скорее всего намеренная спекуляция. На данный момент хранится в Венском этнологическом музее под инвентарным номером VO 10402.

## Описание
По форме корона напоминает европейский веер 116 см в высоту и 175 см в диаметре. Предмет состоит из нескольких концентрических слоев перьев, расположенных полукругом. Самый маленький полукруг выполнен из голубых перьев синей котинги Cotinga amabilis и покрыт маленькими золотыми пластинами. Этот слой обрамляет тонкая полоса розовых перьев фламинго и кетцаля Pharomachrus mocinno. Следующий ряд выполнен из красновато-коричневых с белыми вкраплениями на кончиках перьев кукушки Piaya cayana. Этот ряд окаймлен тремя рядами небольших золотых пластинок. Внешняя часть состоит из двух рядов 400 вплотную сложенных хвостовых перьев кетцаля Pharomachrus mocinno, чья длина составляет до 55 см. Корона крепится к голове несколькими кожаными шнурками.
В 1878 году корона подверглась реставрации и была принята за накидку из перьев. Часть недостающих золотых пластин была восполнена позолоченной бронзой, а перья — по возможности, перьями птиц того же вида, что и оригинальные.

## Использование

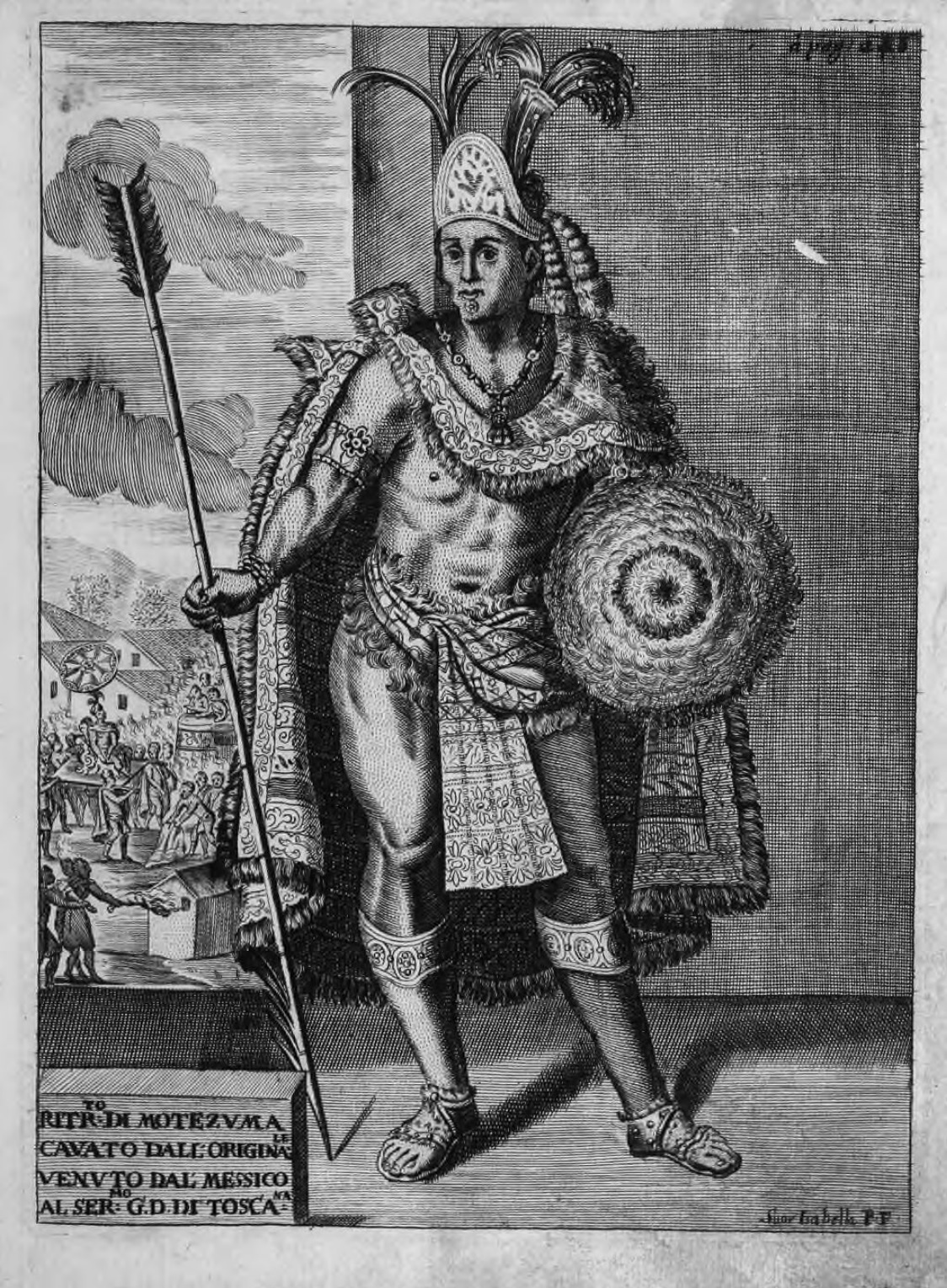
Портрет Монтесумы 1715 года: Монтесума изображен с xiuhhuitzolli

С самого начала исследователи не могли прийти к согласию в вопросе использования и функционирования короны. В инвентарном описании этот предмет значится как корона, но как и почему объект получил это обозначение точно не известно. Некоторое время корону Монтесумы принимали за накидку. Впервые гипотезу о том, что этот предмет является головным убором выдвинула американский антрополог Зелия Наттолл в 1892 году. Этой теории исследователи придерживаются до сих пор.
Явно, что корона Монтесумы не имеет отношения к знаку отличия правителей всех рангов у ацтеков, xiuhhuitzolli, представляющему собой трёхугольную, заостренную кверху головную повязку, украшенную драгоценными камнями, в первую очередь бирюзой, xihuitl. Это украшение было настолько типичным, что на всех изображениях правители носили именно его.

## История
Первое ясное упоминание короны Монтесумы встречается в инвентарном списке коллекции эрцгерцога Фердинанда в замке Амбрас недалеко от Инсбрука в Австрии, вышедшем после его смерти в 1596 году. В XIX веке большая часть коллекции замка Амбрас была перевезена в Вену, а затем помещена в Музей истории искусств. На данный момент объекты доколумбовой Америки находятся в Венском этнологическом музее.

## Спор
Корона Монтесумы является уникальным и единственным предметом такого рода. Национальный музей антропологии Мексики располагает на данный момент лишь её копией 1950-х годов. Мексика старается вернуть выдающиеся культурные ценности, вывезенные с её территории, в том числе и «корону».
Активист и танцор доколумбовых танцев Xokonoschtletl Gomora основал в 1993 году ассоциацию Yankuikanahuak, которая разрабатывает проект возвращения культурных ценностей в Мексику. Активист считает корону Монтесумы главным символом национальной идентификации народа Мексики. Несмотря на то, что нет никаких доказательств связи короны с правителем ацтеков Монтесумой II, в народном сознании и самоопределение мексиканцев этот предмет играет огромную роль (см. символ станции метро в Мехико).
Научные исследования, проведенные обеими странами, показали, что корона Монтесумы не сможет пережить транспортировку обратно в Мексику. Поэтому её возвращение маловероятно.